# Angelo Scatolone
Angelo Scatolone (Campobasso, 3 agosto 1887 – Monfalcone, 3 luglio 1916) è stato un militare italiano.